# آیدا سرکیسیان
ریتا آتانث «آیدا» سرکیسیان (زادهٔ ۲۳ آبان ۱۳۱۸ در کرمانشاه) معروف به آیدا شاملو فرهنگ‌نویس ارمنی‌تبار اهل ایران است. وی آخرین همسر احمد شاملو و نیز همکار او در گردآوری و نگارش کتاب کوچه و سرپرست این مجموعه بعد از احمد شاملو است.

## زندگی
آیدا آخرین همسر احمد شاملو بود و در شعرهای شاملو، به‌ویژه در دو دفتر آیدا، درخت و خنجر و خاطره و آیدا در آینه، به‌عنوان معشوقهٔ عادل، جلوه‌ای خاص دارد. شاملو دربارهٔ تأثیر فراوان آیدا در زندگی خود به مجلهٔ فردوسی گفت: «هرچه می‌نویسم برای اوست، به‌خاطر اوست و به خواست او… من با آیدا، آن انسانی را که هرگز در زندگی خود پیدا نکرده‌بودم، پیدا کردم».
آیدا شاملو در برخی کارهای احمد شاملو، مانند فرهنگ کتاب کوچه با او همکاری داشت و سرپرست این مجموعه بعد از درگذشت اوست. او کتاب بامداد همیشه را، که مجموعه‌ای است از نوشته‌های دیگران دربارهٔ احمد شاملو پس از درگذشت او، گردآوری و تنظیم کرده‌است.《 بامداد 》اشاره به تخلص احمد شاملو دارد.
آیدا در کتاب بام بلند هم‌چراغی به تفصیل از زندگیِ چهل‌ساله‌اش با شاملو، شخصیت شاملو، فعالیت‌های سیاسی، اجتماعی و فرهنگی در ادوار مختلفی که از سر گذرانده‌اند سخن گفته‌است. «این کتاب بسیاری از زوایای مخفی ذهن و زندگی شاملو را بر آفتاب افکنده‌است. بام بلند هم‌چراغی از آغاز آشنایی تا پایان همراهی آیدا با شاملو را پیش روی خواننده می‌گذارد. یعنی از آغاز دههٔ ۱۳۴۰ تا پایان دههٔ ۱۳۷۰، چیزی نزدیک به چهل سال؛ با این حال، پرسشگر با تکیه بر اطلاعات خودش و آیدا، می‌کوشد کتابش کل زندگی مهم‌ترین شاعر شعر نوی ایران را دربر گیرد.»

## کتاب‌ها
- بامداد همیشه، تهران، نگاه، ۱۳۸۱ (گردآوری و تنظیم).
- مجموعهٔ کتاب کوچه، تهران، مازیار، ۱۳۵۷–۱۳۸۰ (همکاری با احمد شاملو در زمان حیات وی و سرپرستی مجموعه پس از مرگ شاملو)
- بام بلند هم‌چراغی، سعید پورعظیمی، تهران، هرمس، ۱۳۹۶.

## مؤسسهٔ فرهنگی پژوهشی الف. بامداد
«مؤسسهٔ فرهنگی پژوهشی الف. بامداد» مؤسسه مستقل فرهنگی و سازمانی مردم‌نهاد در ایران است که به یاد احمد شاملو در سال ۱۳۹۰ خورشیدی تأسیس شده‌است.
بر اساس وبگاه احمد شاملو، مؤسسهٔ فرهنگی پژوهشی الف. بامداد توسط آیدا شاملو (ریتا آتانث سرکیسیان) و ع. پاشایی (که از سال ۱۳۶۸ رسماً از سوی احمد شاملو به عنوان سرپرستان مادام‌العمر نظارت بر چاپ و نشر آثار او تعیین شده‌اند) با همکاری دوستان حقوق‌دان، ناشران انتشارات نگاه و نشر چشمه و دوستانی دیگر طی تشریفات قانونی در تاریخ ۱۵ فروردین ۱۳۸۹ به ثبت رسیده‌است و مسئولیت تنظیم قراردادها و نظارت بر چگونگی چاپ و نشر آثار او را بر عهده دارد.
مؤسسه فرهنگی پژوهشی الف. بامداد مسئولیت ایجاد و به روز رسانی وب سایت رسمی احمد شاملو، نظارت بر چاپ و انتشار این شاعر فقید، راه‌اندازی و مسئولیت خانه موزهٔ بامداد، دیجیتالی کردن کتاب کوچه و دیگر امور مرتبط را بر عهده دارد. همچنین این نهاد مستقل فرهنگی جایزه شعر احمد شاملو را از سال ۱۳۹۴ بنیان گذاشت و هرساله بیست و یکم آذرماه در سالروز تولد این شاعر فقید مراسم پایانی آن برگزار و شاعران برگزیده معرفی می‌شوند.